# 공화국 상원 (튀르키예)
공화국 상원(튀르키예어: Cumhuriyet Senatosu)은 1961년부터 1980년까지 튀르키예 의회의 상원이었다.

## 같이 보기
- 알프스산아래 의회
- 알프스산아래 원로원
- 대의회 (사르데냐 왕국)